# Borgarello
Borgarello là một đô thị ở tỉnh Pavia trong vùng Lombardia của Ý, có cự ly khoảng 25 km về phía nam của Milan và khoảng 6 km về phía bắc của Pavia. Tại thời điểm ngày 31 tháng 12 năm 2004, đô thị này có dân số 2.188 người và diện tích là 4,8 km².
Borgarello giáp các đô thị sau: Certosa di Pavia, Giussago, Pavia, San Genesio ed Uniti.